# Riera de Teià
La riera de Teià és un curs fluvial de la comarca del Maresme, que passa per Teià i desemboca al mar al Masnou.
La riera neix al coll de Can Gurguí, a tocar del terme municipal de Vallromanes, s'estén al vessant sud-oest de la serra de Sant Mateu (turons de Lledó i d'en Baldiri) creant una vall on es troba el poble de Teià, i baixant fins al mar, on desguassa al terme municipal del Masnou.
En el tram final de la riera de Teià, entre el camí del Mig i la carretera nacional II, s'hi van fer troballes d'una vil·la romana i d'una necròpolis, amb tretze tombes datades d'ençà el segle iv aC fins al VII i ceràmiques ibèriques. Es tracta d'un jaciment d'època romana documentat l'any 1860, arran de les troballes de restes de paviments d'opus signium, un sepulcre de tegulae i dos fragments de ceràmica terra sigillata. L'any 1912, en construir el mas Can Mitre al costat del camí del Mig fou documentada tota una necròpolis d'enterraments en tegualae.